# Bruchophagus microphtholmus
Bruchophagus microphtholmus är en stekelart som först beskrevs av Thomson 1876.  I den svenska databasen Dyntaxa används istället namnet Bruchophagus micropthalmus. Bruchophagus microphtholmus ingår i släktet Bruchophagus och familjen kragglanssteklar. Arten är reproducerande i Sverige. Inga underarter finns listade.